# 河内刑事&橋本千晶シリーズ
『河内刑事&橋本千晶シリーズ』（かわちけいじアンドはしもとちあきシリーズ）は、内田康夫の推理小説を原作とし、その推理小説に登場する河内刑事と橋本千晶を主人公に据えた実写映像化作品シリーズ。
- 芦田伸介・伊藤つかさ版（日本テレビ、1987年5月19日）
- 山崎努・中谷美紀版（フジテレビ、1995年9月15日）
- 遠藤憲一・緑友利恵版（テレビ東京・BSジャパン、2012年7月18日 - 2013年5月22日）

## 芦田伸介・伊藤つかさ版
『182566の死者』は、1987年5月19日に日本テレビ系「火曜サスペンス劇場」で放送された。主演は芦田伸介と伊藤つかさ。

### キャスト
- 河内（刑事） - 芦田伸介
- 橋本千晶 - 伊藤つかさ
- 平井（刑事） - 安藤一夫
- 岡部（警部） - 岸部一徳

### スタッフ
- 原作 - 内田康夫「多摩湖畔殺人事件」
- 脚本 - 岡本克己、国弘珠緒
- 演出 - 藤井克彦
- 製作 - 日本テレビ

## 山崎努・中谷美紀版
『多摩湖畔殺人事件』は、1995年9月15日にフジテレビ系「金曜エンタテイメント」で放送された。主演は山﨑努と中谷美紀。

### キャスト
- 河内（刑事） - 山﨑努
- 橋本千晶 - 中谷美紀
- 平井（刑事） - 岡本健一
- 岡部和雄 - 渡辺いっけい

### スタッフ
- 原作 - 内田康夫「多摩湖畔殺人事件」
- 脚本 - 大久保昌一良
- 演出 - 福本義人
- プロデューサー - 川上一夫
- 製作 - フジテレビ、共同テレビ

## 遠藤憲一・緑友利恵版
2012年と2013年にテレビ東京・BSジャパン共同制作「水曜ミステリー9」で放送された刑事ドラマシリーズ。全2回。主演は遠藤憲一と緑友利恵。

### キャスト

#### 主要人物
河内凪雄
演 - 遠藤憲一
警視庁東大和中央警察署 刑事課 主任。階級は巡査部長。
岡部や同僚から「河チョー」と呼ばれている。胃潰瘍で藤原病院に通院している。
橋本千晶
演 - 緑友利恵
橋本圭一の娘。車椅子の少女。河内の亡娘・順子に瓜二つ。

#### 警察関係者
平井実
演 - 内田朝陽
警視庁捜査一課 刑事。階級は巡査部長。一課の若きエース。孤児で施設で育つ。
松坂一郎
演 - 林和義
警視庁東大和中央警察署 刑事課長。階級は警部補。
神谷
演 - 草苅勲
警視庁捜査一課 刑事。階級は警部補。
奈良
演 - 蛯沢康仁
警視庁東大和中央警察署 刑事課 刑事。
井村
演 - 橋本啓輝
鑑識課員。
鑑識
演 - 長島竜也
鑑識課員。
岡部和雄
演 - 葛山信吾
警視庁捜査一課 刑事。階級は警部。

#### 河内と千晶の関係者
河内順子
演 - 緑友利恵（二役）
河内の娘。第1作の3年前に病死。
金井公江
演 - 阿知波悟美
橋本家のヘルパー兼家政婦。
藤原敦子
演 - 萬田久子
藤原病院 院長。総合内科医。河内の主治医。

#### ゲスト
第1作「多摩湖畔殺人事件」（2012年）
- 小坂康江（弘文の妻・元ホステス） - 春日井静奈
- 雪斎（海冥寺住職） - 石山雄大
- 名曲喫茶「魔笛」マスター - 青山勝
- 矢追町役場 職員 - 掛田誠
- 小坂（弘文の兄嫁） - 森田美恵
- 千葉英子（横浜植物防疫所 東京支所 所員） - 悠木千帆
- 清川屋 店主 - 阿部裕見子
- 三友銀行新橋支店 支店長 - 小林功
- 三浦清次（秋田榮酒造 専務・弘文の知人） - 田村学
- 「ホテル丸谷」フロント係 - 長谷部香苗
- 「ホテル丸谷」清掃員 - 村上東奈
- 「ホテル丸谷」従業員 - 竹内友哉
- 蔵成物産 課長 - 中田春介
- 囲碁の同好会「日本棋院酒田南支部」メンバー - 小久保丈二
- 酒田駅 駅員 - 渡会良
- 小坂弘文（蔵成物産 社長室付き → 小坂事務所 社長） - 天宮良
- 橋本圭一（橋本商事 社長・橋本千晶の父・多摩湖畔で遺体で発見される） - 小木茂光

第2作「鬼刑事と車椅子の少女」（2013年）
- 川端正彦（川端ファミリー歯科 院長・歯科医） - 松尾諭
- 柴田透（田園デンタルクリニック 院長・歯科医） - 蟹江一平
- 長田竹美（橋本千晶の親友・純桜女子大学 学生） - 仙石みなみ
- 中町ルリ（フリールポライター） - 森下千里
- 田村（「週刊実話ジャーナル」編集部 編集長） - 飯田基祐
- 長田和歌子（竹美の母・淳一の妻） - 山本みどり
- 長田淳一（竹美の父・新聞記者） - 山口眞司
- 須藤勝（須藤デンタルオフィス 院長・歯医者） - 高田賢一
- 水野忠雄（結婚相談所「ドクターブライダル」事務局長） - 浅見小四郎
- 中西（警視庁生活安全部） - 建蔵
- 横山珠恵（結婚相談所「ドクターブライダル」事務員） - 野呂佳代
- 「週刊ニッポン」編集部 編集長 - ホリベン
- 関川秀忠（東都医科大学 医歯薬学総合研究室 教授） - 松村曜生
- 志摩子（結婚相談所「ブライダルサロン自由が丘」従業員） - 西尾くみこ
- 村田徹子（再婚専門相談所「スイートブライダル」従業員） - 村松恭子
- 東京第三歯科医師会主催「最新のインプラント治療について」受付 - 米澤史織
- ルリのアパート管理人 - 黒部幸英
- 絵描き - 吉澤健
- 警察官 - 松崎賢吾
- 柴田（柴田の妻） - 渡邉享子
- ハイカーの夫妻 - 祐磨、石澤幸子
- 井口昭三郎（ヤードテック 社長） - 寺田農

### スタッフ
- 脚本 - 佐伯俊道
- 監督 - 皆川智之
- 選曲 - 合田麻衣子
- 技術協力 - ビデオフォーカス
- チーフプロデューサー - 小川治（テレビ東京）
- プロデューサー - 見留多佳城、神崎良、森田昇（テレビ東京 / 第1作）、阿部真士（テレビ東京 / 第2作）
- 制作 - テレビ東京、BSジャパン、Gカンパニー

### 放送日程
| 話数 | 放送日        | タイトル/サブタイトル                                              | 原作                                                               | 脚本     | 監督     | 視聴率 |
| ---- | ------------- | ------------------------------------------------------------------ | ------------------------------------------------------------------ | -------- | -------- | ------ |
| 1    | 2012年7月18日 | 多摩湖畔殺人事件 丹波篠山・酒田・秋田を結ぶ 殺人ルート1000kmの謎!! | 「多摩湖畔殺人事件」 （光文社文庫・刊）                            | 佐伯俊道 | 皆川智之 | 7.8%   |
| 2    | 2013年5月22日 | 鬼刑事と車椅子の少女 ドクターブライダル                            | 『少女像は泣かなかった』収録 「ドクターブライダル」 （角川文庫刊） | 佐伯俊道 | 皆川智之 | 7.7%   |

- 視聴率はビデオリサーチ調べ、関東地区・世帯